# União Espiritista de Umbanda do Brasil
União Espiritista de Umbanda do Brasil (UEUB) é a mais antiga federação umbandista do Brasil, chamada por isso de Casa Mater da Umbanda, fundada a pedido do Caboclo das Sete Encruzilhadas, guia do médium Zélio Fernandino de Moraes.

## História
Remonta à fundação da Federação Espírita de Umbanda, em 1939, no contexto do Estado Novo, visando servir de interlocutora entre os diversos centros filiados, o Estado e a sociedade, a nível nacional.
O movimento umbandista sofreu à rebote uma lei datada de 1934, na qual maçons, kardecistas, umbandistas e demais praticantes de religiões afro-brasileiras faziam parte da jurisdição do Departamento de Tóxicos e Mistificações da Polícia do Rio de Janeiro. Neste contexto, o primeiro órgão aglutinador de umbandistas, ajudou a organizar o Primeiro Congresso Brasileiro do Espiritismo de Umbanda, realizado no Rio de Janeiro, em outubro de 1941. Como União Espiritualista Umbanda de Jesus (UEUJ), em 1944, teve papel preponderante na organização, edição e elaboração do livro O Culto de Umbanda em Face da Lei, entregue ao então presidente Getúlio Vargas, no qual apresentava os anseios e direitos da comunidade religiosa perante à Constituição e a sociedade brasileira. Também foi responsável pela criação do primeiro periódico sobre o assunto, o Jornal de Umbanda, em 1949.
A sua sede, adquirida na gestão de Floriano Manoel da Fonseca, está localizada na rua Conselheiro Agostinho, 52, no bairro de Todos os Santos, na cidade do Rio de Janeiro, próxima ao Norte Shopping. Abriga atualmente diversos terreiros e algumas festas anuais dedicadas à Umbanda. O presidente é o sr. Pedro Miranda.
Em 1 de fevereiro de 2011 a sede sofreu algumas avarias por conta de uma forte chuva que abalou o telhado do ginásio e rompeu parte do muro do imóvel.

## Revitalização
De 1994 a 2013 a UEUB passou por anos de abandono administrativo, seu patrimônio físico deteriorou-se com o passar dos anos e os documentos da UEUB foram negligenciados. No início de 2014, através de seu Presidente Pai Pedro Miranda, três centros de Umbanda se reuniram para resgatar a UEUB, são eles: Centro de Umbanda Caminhos de Aruanda, Casa da Misericórdia Centro de Umbanda e Templo Estrela do Oriente.
Em fevereiro de 2014, foram convocados todos os umbandistas para uma Assembleia Geral com a finalidade de resgatar a UEUB. Diversos terreiros de umbanda compareceram à Assembleia Geral, elegendo a nova diretoria da UEUB, para o quinquênio de fevereiro de 2014 a fevereiro de 2019.

## Composição da diretoria da UEUB

### De 2014 a 2019
- Presidente - Pedro Miranda
- Secretário Geral - Gregório Brandão
- Conselho Administrativo - Bruno Carvalho e Felipe Carvalho
- Tesoureiro - Vinicius Tolentino
- Conselho Fiscal - Margareth Rosa, Luiz Fernando Barros e Jorge Osvaldo